# Helyett

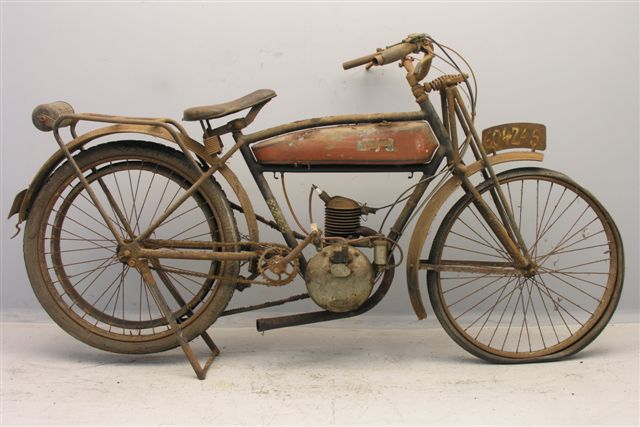
Helyett 175 cc uit 1926

Helyett is een Frans historisch merk van fietsen en motorfietsen.
De bedrijfsnaam was: Ateliers Helyett, Sully-sur-Loire, Loiret.
Ateliers Helyett begon in 1926 met de productie van motorfietsen met inbouwmotoren van 100- tot 990 cc die voornamelijk werden ingekocht bij JAP en Chaise. De V-motoren van JAP werden soms langsgeplaatst, zodat asaandrijving mogelijk was. Na de Tweede Wereldoorlog beperkte de productie zich tot lichtere modellen met 48- tot 125cc-tweetaktmotoren, tot ze in 1956 werd beëindigd.